# (5029) Ireland
(5029) Ireland (1988 BL2) – planetoida z pasa głównego asteroid okrążająca Słońce w ciągu 5,03 lat w średniej odległości 2,94 j.a. Odkryta 24 stycznia 1988 roku.